# Olivar (kommun i Spanien)
Olivar är en kommun i Spanien.   Den ligger i provinsen Provincia de Guadalajara och regionen Kastilien-La Mancha, i den centrala delen av landet, 80 km öster om huvudstaden Madrid. Antalet invånare är 129.